# 王采
王采，清朝人，是一名清朝政治人物。
王采曾于1889年接替金元烺任奉贤县知县一职，1891年由金元烺接任。